# Cis acritus
Cis acritus es una especie de coleóptero de la familia Ciidae.

## Distribución geográfica
Habita en California, Arizona y Nuevo México (Estados Unidos).